# 1907
1907 (MCMVII) var ett normalår som började en tisdag i den gregorianska kalendern och ett normalår som började en måndag i den julianska kalendern.

## Händelser

### Januari
- 3 januari – Den svenska lagen om villkorlig dom träder i kraft.
- 6 januari – Världens första montessoriskola öppnas då Maria Montessori startar utbildning för sämre bemedlade barn i Italien.
- 14 januari – 1 400 döda vid jordbävning i Kingston [1].
- 15 januari – Det första färdiga fortet i Bodens fästning, Mjösjöberget, genomför en första provskjutning.
- 24 januari – General Baden-Powell startar pojkscouterna.
- 25 januari – Den första socialdemokratiska kvinnokonferensen i Stockholm kräver kvinnlig rösträtt [2].
- 26 januari – Allmän rösträtt för män införs i Österrike-Ungern [3].

### Mars
- 1 mars – 48 000 personer i Posen demonstrerar mot preussiska regeringes beslut att förbjuda polska i skolan.[2]
- 6 mars – Kvinnoorganisationen Liga ravnopravija zjensjtjin bildas i Ryssland.
- 7 mars – St. John's College byter namn till Fordham University.
- 11 mars
  - Bulgariens premiärminister Dimitar Petkov mördas av en anarkist.[4]
  - Svenska kullagerfabriken (SKF) grundas i Göteborg av ingenjören och uppfinnaren Sven Wingquist,[5] som själv uppfunnit det självreglerade kullagret[6] samma år[7]. Den har från början 15 anställda.[2]
- 15 mars – Finland går till lantdagsval, först ut i Europa har finländska kvinnor fått Kvinnlig rösträtt samt blivit valbara till parlamentet, och i lantdagen tar en handfull damer plats.[5]
- 17 mars – Det första svenska mästerskapet i bandy spelas, IFK Uppsala slår IFK Gefle med 4-1 i finalen i Boulognerskogen i Gävle.[8]
- 18 mars – Sveriges första och hittills enda tågrån genomförs. Två rånare, Axel Fors och Johan Alfred Friberg, skjuter postiljonen Johan Almén med tre skott i ansiktet och får med sig 5 000 SEK, men kan gripas en månad senare.[9]
- 18 mars–8 juni – USA skickar soldater till Honduras och Nicaragua, vilka ligger i ligger i krig med varandra, för att skydda USA:s intressen. Trujillo, La Ceiba, Puerto Cortez, San Pedro, Laguna och Choloma.[10]
- 21 mars – På grund av invasionsrisk säger brittiska regeringen nej till tunnel under Engelska kanalen.[2]
- 22 mars – Efter att regeringen i Transvaal proklamerat krav om registrering med fingeravtryck av dess asiatiska befolkning svarar 10 000 indier med passivt motstånd under sin ledare Mahatma Gandhi som uppmanar till protestmarscher och civil olydnad.

### April

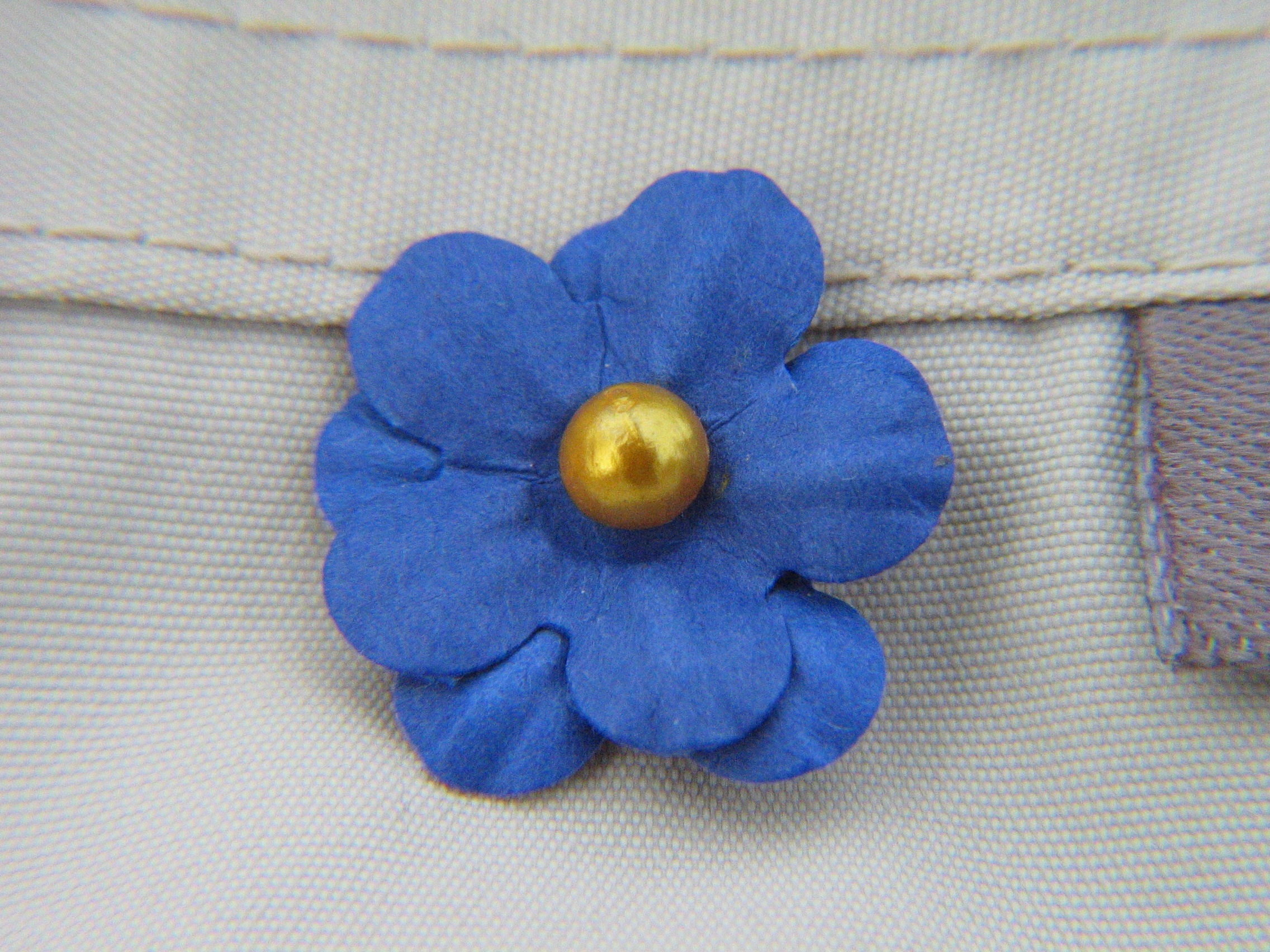
Majblomman.

- April – I Paris ställer spanske konstnären Pablo Picasso ut första kubistiska målningen, "Flickorna från Avignon" [5].
- 20 april – De första svenska majblommorna börjar säljas [11].

### Maj
- 2 maj – Svenska staten blir delägare i malmfälten [11], när man går in som hälftenägare i Grängesbergsbolaget.
- 10 maj – Ett 30-tal arbetare vid Sandö sågverk i Ådalen stormar en förläggning för strejkbrytare, men ingen skadas. Tre arbetare pekas ut och döms till åtta års straffarbete för Sandökravallerna [5]. En dryg månad senare erkänner företaget arbetarnas föreningsrätt [6].
- 11 maj – Den svenska regeringens rösträttsförslag bifalls av Sveriges riksdag.
- 14 maj – Näsmeteoriten hittas, ett av få upptäckta meteoritnedslag i Sverige
- 14 maj – Sveriges riksdag antar ett första beslut om grundlagsändring som skall ge alla män över 24 rösträtt till andra kammaren, och samtidigt beslutas om 40-gradig inkomstskala vid kommunalval (samt indirekt vid förstakammarval) så att ingen väljare kan få mer än 40 röster.[5]. Valsystemet ändras från majoritetsval till proportionella val. Reformen träder dock i kraft först 1909, eftersom det är en grundlagsändring, som måste antas två gånger, med ett val emellan [11]. Man måste dock ha betalat sina skatter [6].
- 25 maj – Den svenska riksdagen beslutar att bygga Inlandsbanan [11].
- 27 maj – I Isle of Man anordnas första Tourist Trophy-motorcykeltävlingen [5].

### Juni
- 1 juni – Svenska sällskapet för räddning af skeppsbrutne (Sjöräddningssällskapet) bildas.[12]
- 6 juni – Sveriges kungapar Oscar II och drottning Sofia firar guldbröllop.
- 14 juni – En ny svensk arrendelag införs.[13]
- 8 juni – Nordiska museets nya byggnad på Djurgården i Stockholm invigs [5].
- 15 juni – Andra fredskonferensen i Haag [3].
- 4 juni grundades Helsingborgs IF

### Juli

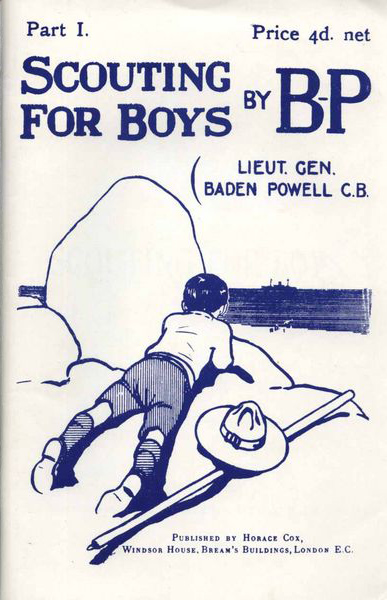
Scoutrörelsen

- 4 juli – Borg Mesch når som förste person Kebnekaises Nordtopp.[14]
- 12 juli – Tysklands kolonialministerium beslutar att en tjänsteman eller läkare måste närvara när prygelstraff mot infödda verkställs i Tyska Östafrika [5].
- 29 juli – Scoutrörelsen grundas i England av general Robert Baden-Powell [5].

### Augusti
- 1 augusti – Scoutingens första läger inleds på Brownsea Island. Lägret avslutas den 10 augusti.
- 2 augusti – Som hämnd för mord på nio europeiska arbetare i Casablanca i Marocko utsätts staden för intensiv beskjutning av franska krigsfartyg.
- 10 augusti – Sveriges största trust skapas då flera betsockerodlare bildar Svenska Sockerfabriks AB (SSA), varvid man uppnår monopol på sockermarknaden i Sverige, då nästan alla sockerproducenter går med.
- 17 augusti – Kvinnointernationalen bildas.
- 28 augusti – Transportföretaget United Parcel Service grundas i Seattle, Washington.

### September
- 18 september – Göteborgs nya högskolebyggnad invigs med tal av Sveriges kronprins Gustaf och underhållning av operasångaren John Forsell [5].

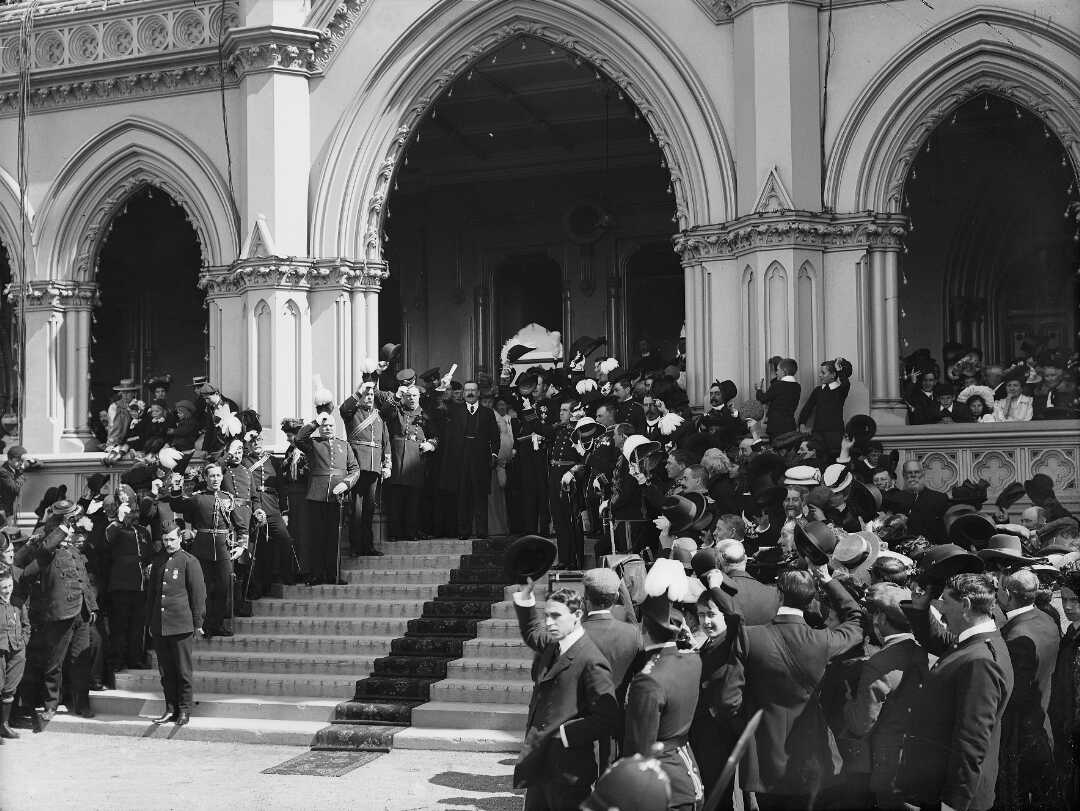
Nya Zeeland blir dominion.

- 26 september – Nya Zeeland får ställning som dominion inom brittiska samväldet [15].

### Oktober
- 24 oktober – Flera städer förstörs vid en jordbävning i Kalabrien i Italien [1].
- Bankerna kommer med i kommersen kring Stockholms fondbörs, samtidigt som den internationella konjunkturnedgången (Paniken 1907) når Sverige.

### November
- 8 november – Faximiltelegrafen (faxen) används för första gången i Frankrike [3].
- 13 november – Den första helikopterflygningen utförs av Paul Cornu. Flygningen varar i 20 sekunder och helikoptern har åtskilliga kontroll- och stabilitetsproblem.

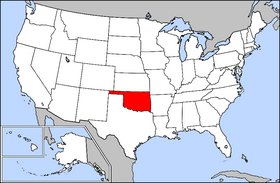
Oklahoma.

- 16 november – Oklahoma blir den 46:e delstaten att ingå i den amerikanska unionen då Indianterritoriet och Oklahomaterritoriet slås samman.[16]
- 27 november – Sven Hedin meddelar från Asien att han har funnit Brahmaputras och Indus källor [11].
- November – Laura Fitinghoffs bok Barnen från Frostmofjället utkommer [2].

### December
- 4 december
  - Carl August Ehrensvärd blir svensk sjöminister.
  - Arvid Lindman blir svensk krigsminister (i 26 dagar).
- 6 december – Vid en kolgruveexplosion i Monongah, West Virginia omkommer 361 gruvarbetare.
- 8 december – Kung Oscar II av Sverige dör, 78 år gammal, och efterträds som kung av Sverige av sin son Gustaf V [11] som antar valspråket "Med folket för fosterlandet" [6].
- 9 december – Delar av Stockholms garnison med kungliga Livgardet till häst i spetsen svär trohetseden till kung Gustaf V [17].
- 10 december – Britten Rudyard Kipling får Nobelpriset i litteratur [6].
- 19 december – Vid en explosion i en kolgruva i Jacobs Creek i Pennsylvania omkommer 239 gruvarbetare. Dagen därpå inträffar en liknande explosion i en kolgruva i Yolande i Alabama, vilken dödar 91 gruvarbetare.

### Okänt datum
- Trippelententen bildas av Frankrike, Storbritannien och Ryssland [3].
- Den svenska emigrationsutredningen tillsätts till följd av allt starkare reaktioner mot emigrationen [18].
- Den svenska Nationalföreningen mot emigrationen bildas.
- Gatustrider utbryter i Göteborg när 400 brittiska strejkbrytare anländer.
- Hjalmar Branting väljs till ordförande i den socialdemokratiska partistyrelsens verkställande utskott.[19].
- Nordiska interparlamentariska förbundet bildas med fred genom samförstånd och skiljedom som viktigaste mål.
- Sverige undertecknar Haagkonventionen om neutrala staters uppträdande i krig.
- Införandet av tändkulemotorn ger det svenska verkstadsföretaget Bolinders en ny storhetstid.
- AB Svenska Metallverken bildas genom sammanslagningar.
- AB Svenska Järnvägsverkstäderna bildas i Linköping genom sammanslagningar.
- Textilföretaget Algot Johansson AB (Algots) grundas i Borås.
- Den svenska regeringen bestämmer, att domkapitlet i Luleå stift skall utreda frågan om samernas skolgång.
- Panamakanalen påbörjas.
- I Stockholm upphör verksamheten med så kallade "skolkarhem" för "storskolkande" folkskolebarn. Verksamheten införlivas i barnavårdsnämndens övriga verksamhet
- I Sverige kommer Stockholms första skoltandläkare, då tandklinik införs i Engelbrektsskolan.
- Sveriges första kvinnliga förlossningsläkare tillträder tjänst [11].
- I Sverige bildas Föreningen kvinnor i statens tjänst [20].
- Genom det målet mot Nils Santesson får homosexualiteten ett ansikte [21]

## Födda

### Första kvartalet

#### Januari
- 2 januari – Gordon Allott, amerikansk republikansk politiker, senator 1955–1973. (död 1989)
- 3 januari – Ray Milland, brittisk-amerikansk skådespelare. (död 1986)
- 4 januari – Marte Harell, österrikisk skådespelare. (död 1996)
- 6 januari
  - Benkt-Åke Benktsson, svensk skådespelare och regissör. (död 1957)
  - Helen Kleeb, amerikansk skådespelare. (död 2003)
- 11 januari – Pierre Mendès France, fransk politiker. (död 1982)
- 13 januari
  - George Raynor, engelsk fotbollsspelare och -tränare. (död 1985)
  - Jeff Morrow, amerikansk skådespelare. (död 1993)
- 15 januari – Marcello Pagliero, italiensk skådespelare. (död 1980)
- 22 januari
  - Mary Dresselhuys, nederländsk skådespelare. (död 2004)
  - Matty Roubert, amerikansk barnskådespelare. (död 1973)
- 23 januari
  - Hideki Yukawa, japansk fysiker, nobelpristagare. (död 1981)
  - Andrex, fransk skådespelare. (död 1989)
  - Dan Duryea, amerikansk skådespelare. (död 1968)
  - Olive Hasbrouck, amerikansk skådespelare. (död 1976)
- 27 januari – Maurice Couve de Murville, fransk politiker och diplomat. (död 1999)

#### Februari
- 1 februari – Günter Eich, tysk författare. (död 1972)
- 3 februari – James Michener, amerikansk författare. (död 1997)
- 4 februari – Otto Ohlendorf, tysk SS-Gruppenführer. (död 1951)
- 5 februari – Pierre Pflimlin, fransk politiker, premiärminister 13 maj–1 juni 1958. (död 2000)
- 9 februari
  - Dit Clapper, kanadensisk ishockeyspelare. (död 1978)
  - H.S.M. Coxeter, brittisk-kanadensisk matematiker. (död 2003)
- 11 februari – Käthe Gold, österrikisk skådespelare. (död 1997)
- 14 februari – Sven "Vrålis" Andersson, svensk fotbollsspelare. (död 1981)
- 15 februari
  - Jean Langlais, fransk kompositör och organist. (död 1991)
  - Cesar Romero, amerikansk skådespelare. (död 1994)
- 17 februari – Buster Crabbe, amerikansk skådespelare. (död 1983)
- 21 februari – W.H. Auden, brittisk poet. (död 1973)
- 22 februari
  - Rex Stewart, amerikansk jazzkornettist. (död 1967)
  - Robert Young, amerikansk skådespelare. (död 1998)
- 27 februari – Mildred Bailey, amerikansk sångare. (död 1951)
- 28 februari – Milton Caniff, amerikansk serieskapare. (död 1988)

#### Mars
- 8 mars – Konstantinos Karamanlis, grekisk politiker. (död 1998)
- 11 mars – Helmuth James von Moltke, tysk jurist och motståndskämpe. (död 1945)
- 13 mars
  - Mircea Eliade, rumänsk religionshistoriker. (död 1986)
  - Birgit Sergelius, finlandssvensk skådespelare. (död 1979)
- 14 mars – Björn-Erik Höijer, svensk författare. (död 1996)
- 15 mars
  - Zarah Leander, svensk skådespelare och sångare[11]. (död 1981)
  - Jimmy McPartland, amerikansk jazzkornettist. (död 1991)
- 20 mars – Ellis Arnall, amerikansk demokratisk politiker, guvernör i Georgia 1943–1947. (död 1992)
- 27 mars – Tom Walter, svensk skådespelare. (död 1953)
- 28 mars – Lúcia dos Santos, portugisisk karmelitnunna. (död 2005)

### Andra kvartalet

#### April
- 2 april – Harald Andersson, svensk idrottsman (boxning, bandy, tyngdlyftning och diskus). (död 1985)
- 9 april – Sam Samson, svensk kompositör, kapellmästare, textförfattare och pianist. (död 1997)
- 11 april
  - Nina Scenna, svensk skådespelare. (död 1981)
  - Nancy Eriksson, svensk socialdemokratisk politiker. (död 1984)
- 13 april – Harold Stassen, amerikansk militär och politiker. (död 2001)
- 14 april – François Duvalier, haitisk diktator. (död 1971)
- 15 april – Nikolaas Tinbergen, nederländsk etolog, nobelpristagare. (död 1988)
- 18 april – Robert Laycock, brittisk militär. (död 1968)
- 23 april – James Hayter, brittisk skådespelare. (död 1983)
- 25 april – Kirsten Heiberg, norsk-tysk skådespelare. (död 1976)
- 29 april
  - Tino Rossi, italiensk sångare. (död 1983)
  - Fred Zinnemann, österrikisk-amerikansk regissör. (död 1997)

#### Maj
- 3 maj – Alli Halling, svensk skådespelare. (död 1966)
- 4 maj – Svante Kristiansson, svensk fotograf och politiker (socialdemokrat). (död 1990)
- 9 maj
  - Baldur von Schirach, nazistisk politiker. (död 1974)
  - Kathryn Kuhlman, amerikansk evangelist. (död 1976)
- 12 maj
  - Leslie Charteris, amerikansk deckarförfattare, skrev Helgonet. (död 1993)
  - Katharine Hepburn, amerikansk skådespelare. (död 2003)
- 13 maj – Daphne du Maurier, brittisk författare. (död 1989)
- 14 maj
  - Bo Gu, kinesisk kommunistisk politiker, medlem i dem 28 bolsjevikerna. (död 1946)
  - Mohammad Ayub Khan, pakistansk militär och politiker, president 1958–1969. (död 1973)
- 15 maj – Thomas J. Dodd, amerikansk politiker, senator 1959–1971. (död 1971)
- 22 maj
  - Hergé, belgisk serietecknare. (död 1983)
  - Sir Laurence Olivier, brittisk skådespelare. (död 1989)
- 23 maj – Ginette Mathiot, fransk kokboksförfattare. (död 1998)
- 24 maj – Leif Reinius, svensk arkitekt. (död 1995)
- 25 maj – U Nu, myanmarsk politiker, premiärminister 1948–1958 och 1960–1962. (död 1995)
- 26 maj
  - John Wayne, amerikansk skådespelare. (död 1979)
  - Hans Grüneberg, brittisk genetiker. (död 1982)
- 27 maj – Rachel Carson, brittisk etolog, skrev Tyst vår. (död 1964)

#### Juni
- 1 juni – Frank Whittle, brittisk ingenjör, utvecklare av jetmotorn. (död 1996)
- 7 juni – Sigvard Bernadotte, andre son till Gustaf VI Adolf och prinsessan Margareta, förlorade sin prinstitel i samband med giftermålet med Erica Patzek 8 juni 1934, blev 1951 greve af Wisborg. (död 2002)
- 9 juni – Olof Widgren, svensk skådespelare. (död 1999)
- 24 juni – Jean Schlumberger, fransk (elsassisk) smyckekonstnär. (död 1987)
- 25 juni – J. Hans D. Jensen, tysk fysiker, nobelpristagare. (död 1973)
- 27 juni – Buford Ellington, amerikansk demokratisk politiker, guvernör i Tennessee 1959–1963 och 1967–1971. (död 1972)

### Tredje kvartalet

#### Juli
- 2 juli – Charles P. Nelson, amerikansk republikansk politiker, kongressledamot 1949–1957. (död 1962)
- 4 juli – Calle Flygare, svensk skådespelare, regissör och ledare för teaterskola. (död 1972)
- 6 juli
  - Arvid Brenner, tysk-svensk författare. (död 1975)
  - Frida Kahlo, mexikansk konstnär. (död 1954)
- 8 juli – Nils Nordståhl, svensk skådespelare. (död 1978)
- 14 juli
  - Ingvar Kolmodin, svensk kompositör, regissör och förlagsredaktör. (död 1964)
  - Olive Borden, amerikansk skådespelare. (död 1947)
- 16 juli – Barbara Stanwyck, amerikansk skådespelare. (död 1990)
- 18 juli – H.L.A. Hart, brittisk rättsfilosof. (död 1992)
- 19 juli – Paul Magloire, haitisk politiker, Haitis president 1950–1956. (död 2001)
- 21 juli – Georg Rydeberg, svensk skådespelare[11]. (död 1983)
- 26 juli – Sven Arvor, svensk skådespelare. (död 2001)

#### Augusti
- 4 augusti – Göran von Otter, svensk diplomat. (död 1988)
- 10 augusti – Alvin Karpis, amerikansk förbrytare. (död 1979)
- 13 augusti – Alfried Krupp von Bohlen und Halbach, tysk vapentillverkare och krigsförbrytare. (död 1967)
- 14 augusti – Ulla Billquist, svensk schlagersångare. (död 1946)
- 25 augusti – Ruben Josefson, svensk ärkebiskop 1967–1972. (död 1972)
- 26 augusti – Åke Hedtjärn, svensk väg- och byggnadsingenjör. (död 1990)
- 31 augusti – Ramon Magsaysay, filippinsk politiker, president 1953–1957. (död 1957)

#### September
- 9 september – Horst Wessel, tysk nazist, känd genom Horst Wessel-sången. (död 1930)
- 15 september
  - Gunnar Ekelöf, svensk författare, ledamot av Svenska Akademien 1958[11]. (död 1968)
  - Fay Wray, kanadensisk-amerikansk skådespelare. (död 2004)
- 17 september –  Warren Burger, chefsdomare i USA:s högsta domstol 1969–1986. (död 1995)
- 18 september
  - Leon Askin, österrikisk skådespelare. (död 2005)
  - Edwin McMillan, amerikansk fysiker, nobelpristagare. (död 1991)
- 19 september – Gösta Hammarbäck, svensk filmproducent. (död 1976)
- 23 september – Herbert Kappler, tysk SS-officer. (död 1978)
- 26 september – Anthony Blunt, brittisk konsthistoriker och spion.
- 29 september – Gene Autry, amerikansk skådespelare och sångare.

### Fjärde kvartalet

#### Oktober
- 4 oktober – Ester Ringnér-Lundgren, svensk författare av barn- och ungdomslitteratur.
- 5 oktober
  - Jean Louis, fransk-amerikansk kläddesigner och scenograf.
  - Mrs Miller, amerikansk "sångerska", som sjöng "hellre än bra".
  - Allan Shivers, amerikansk politiker.
- 9 oktober – Jacques Tati, fransk komiker, regissör.
- 13 oktober – Yves Allégret, fransk regissör.
- 22 oktober – Emilie Schindler.
- 27 oktober – Norma Balean, brittisk-norsk skådespelare.

#### November
- 2 november – Sigurd Björling, svensk operasångare (baryton).
- 5 november – Allan Bohlin, svensk skådespelare.
- 6 november
  - Gustav Jonsson, svensk läkare som bildade Barnbyn Skå och lanserade begreppet "det sociala arvet"[11].
  - Charles Woodruff Yost, amerikansk diplomat, FN-ambassadör 1969–1971.
- 7 november – Thor L. Brooks, svensk regissör.
- 11 november – Gunnar Engellau, svensk industriman, chef för Volvo[11].
- 14 november – Astrid Lindgren, svensk barnboksförfattare[11].
- 15 november
  - Claus Schenk von Stauffenberg, tysk överste, huvudperson i attentatet mot Hitler.
  - Sune Waldimir, svensk kapellmästare i radio [11].
- 16 november – Burgess Meredith, amerikansk skådespelare.
- 26 november – Frances Dee, amerikansk skådespelare.
- 28 november – Alberto Moravia, italiensk författare. (död 1990)

#### December
- 1 december – Oscar Törnblom, svensk skådespelare. (död 1977)
- 3 december – Bror Marklund, svensk skulptör. (död 1977)
- 5 december – Lin Biao, kinesisk militär och politiker. (död 1971)
- 15 december – Oscar Niemeyer, brasiliansk arkitekt. (död 2012)
- 23 december – Alice Skoglund, svensk skådespelare. (död 1976)
- 24 december
  - John Cody, amerikansk kardinal. (död 1982)
  - Isidor Feinstein Stone, amerikansk undersökande journalist. (död 1989)
- 25 december – Cab Calloway, amerikansk bandledare och sångförfattare. (död 1994)
- 26 december – Albert Gore, amerikansk demokratisk politiker. (död 1998)

## Avlidna

### Första kvartalet

#### Januari
- 2 januari – Henry R. Pease, 71, amerikansk republikansk politiker, senator 1874–1875.
- 12 januari – Fredric Pettersson i Tjärsta, 69, svensk arrendator och riksdagspolitiker.
- 16 januari – Petrus Blomberg, 65, svensk sångare, organist och tonsättare.
- 18 januari – Peter Krok, 79, svensk jurist, landssekreterare och politiker.
- 24 januari – Russell A. Alger, 70, amerikansk republikansk politiker och militär.

#### Februari
- 2 februari – Dmitrij Mendelejev, 72, rysk kemist, periodiska systemets skapare.
- 8 februari – John Franklin Rixey, 52, amerikansk demokratisk politiker, kongressledamot 1897–1907.
- 10 februari – William Howard Russell, 79, engelsk krigskorrespondent.
- 12 februari – Frank W. Higgins, 50, amerikansk republikansk politiker, guvernör i New York 1905–1906.
- 13 februari – Bruno Gebhardt, 46, tysk historiker.
- 21 februari – Erik Gustaf Boström, 65, svensk godsägare och politiker, Sveriges statsminister 1891–1900 och 1902–1905.

#### Mars
- 9 mars – James L. Pugh, 86, amerikansk demokratisk politiker, senator 1880–1897.
- 11 mars – Jean Casimir-Perier, 59, fransk politiker, Frankrikes president 1894–1895.
- 16 mars – Albert Samuel Gatschet, 74, schweizisk-amerikansk etnograf.
- 30 mars – Henry George Elliot, 89, brittisk diplomat.
- 31 mars – Galusha A. Grow, 83, amerikansk politiker, talman i USA:s representanthus 1861–1863.

### Andra kvartalet

#### April
- 4 april – Lucile Grahn, 87, dansk ballerina.

#### Maj
- 17 maj – Theodore Marckl, 81, österrikisk-svensk balettmästare.
- 24 maj – John Patton, 56, amerikansk republikansk politiker, senator 1894–1895.

#### Juni
- 11 juni – John Tyler Morgan, 82, amerikansk general och politiker, senator 1877-1907.

### Tredje kvartalet

#### Juli
- 7 juli – Annie Louisa Coghill, 71, engelsk psalmförfattare.
- 17 juli – Hector Malot, 77, fransk författare.
- 20 juli – Christoph von Tiedemann, 70, preussisk politiker.
- 27 juli – Edmund Pettus, 86, amerikansk demokratisk politiker och general, senator 1897-1907.

#### Augusti
- 13 augusti – John Long Routt, 81, amerikansk republikansk politiker, guvernör i Colorado 1876–1879 och 1891–1893.
- 18 augusti – John Kerr, 82, skotsk fysiker.
- 20 augusti – John I. Mitchell, 69, amerikansk republikansk politiker.

#### September
- 4 september – Edvard Grieg, 64, norsk tonsättare (död på sitt lantställe Troldhaugen utanför Bergen) [5].
- 7 september – Sully Prudhomme, 68, fransk författare, nobelpristagare.
- 21 september – James H. Lane, 74, amerikansk professor och general.
- 22 september – José de la Cruz Mena, 33, nicaraguansk kompositör och orkesterledare.

### Fjärde kvartalet

#### Oktober
- 1 oktober – Claes Adelsköld, 83, svensk järnvägsbyggare, arkitekt, militär, riksdagsman och skriftställare.

#### November
- 1 november – Alfred Jarry, 34, fransk författare.
- 10 november – Louis E. McComas, 61, amerikansk republikansk politiker och jurist, senator 1899–1905.
- 22 november – Asaph Hall, 78, amerikansk astronom.
- 25 november – Ludvig Mylius-Erichsen, 35, dansk författare och polarforskare.
- 28 november – Stanisław Wyspiański, 38, polsk författare, konstnär och arkitekt.

#### December
- 8 december – Oscar II, 78, kung av Sverige sedan 1872 och av Norge 1872–1905.
- 17 december – Lord Kelvin, 83, brittisk fysiker.
- 21 december – Klara Hitler, 47, mor till Adolf Hitler.

## Nobelpris
- Fysik – Albert A. Michelson, USA
- Kemi – Eduard Buchner, Tyskland
- Medicin – Alphonse Laveran, Frankrike
- Litteratur – Rudyard Kipling, Storbritannien
- Fred
  - Ernesto Moneta, Italien
  - Louis Renault, Frankrike

### Fotnoter
1. 1 2  Faktakalendern 2006, Semic, 2005
2. 1 2 3 4 5  100 år med Aftonbladet – 1907, 1999
3. 1 2 3 4  Faktakalendern 2000 – 1907 (Utlandet) , Semic, 1999
4. ↑  100 år med Aftonbladet – Bomber och terror får världen att huka, 1999
5. 1 2 3 4 5 6 7 8 9 10 11  20:e århundrades När Var Hur – 1907, Bernt Himmelstedt, Forum, 1999
6. 1 2 3 4 5  Sverige 1900-talet – 1907, NE, Bra Böcker, 2000
7. ↑  Sverige 1900-talet – Från kullager till IT på ett sekel, NE, Bra Böcker, 2000
8. ↑  ”IFK Uppsala”. 15 oktober 2005. http://www.ifkuppsala.se/index.php?referat_nr=173. Läst 16 april 2011.
9. ↑  ”Sveriges Radio”. 15 mars 2007. http://sverigesradio.se/sida/artikel.aspx?programid=407&artikel=1245078. Läst 16 april 2011.
10. ↑  ”USA:s militära insatser i utlandet”. Arkiverad från originalet den 12 oktober 2011. https://www.webcitation.org/62NCLaa95?url=http://www.history.navy.mil/library/online/forces.htm.
11. 1 2 3 4 5 6 7 8 9 10 11 12 13 14  Hundra år i Sverige – 1907, Hans Dahlberg, Albert Bonniers, 1999
12. ↑  ”Sjöräddningssällskapet”. https://www.sjoraddning.se/om-oss/var-historia. Läst 15 april 2011.
13. ↑  ”Sveriges riksdag”. 5 november 1971. http://www.riksdagen.se/webbnav/?nid=37&doktyp=prop&dok_id=FU03179&rm=1971&bet=179. Läst 16 april 2011.
14. ↑   Förstabestigningar i svenska fjäll, Nordisk familjeboks sportlexikon /1. A-Brännboll /Runeberg.org (läst 22 augusti 2024)
15. ↑  ”World Statesmen (läst 12 april 2011)”. http://www.worldstatesmen.org/New_Zealand.htm.
16. ↑  ”World Statesmen (läst 3 april 2011)”. http://www.worldstatesmen.org/US_states_O-R.html#Oklahoma.
17. ↑  75 år Sverige, Carl-Adam Nycop, Bokförlaget Bra böcker, 1976, sidan 27 – Trupperna svär trohetseden
18. ↑  Sverige 1900-talet – De nya svenskarna: Mellan assimilation och mångfald, NE, Bra Böcker, 2000
19. ↑  75 år Sverige, Carl-Adam Nycop, Bokförlaget Bra böcker, 1976, sidan 52 – Branting som banbrytare
20. ↑  Sverige 1900-talet – Från gåspenna till tangentbord, NE, Bra Böcker, 2000
21. ↑  Sverige 1900-talet – Är du likaberättigad, lilla vän?, NE, Bra Böcker, 2000